# Massimo Lucentini
Massimo Lucentini (Roma, 27 maggio 1923 – ...) è stato un cestista italiano.

## Carriera
Con la Nazionale ha preso parte agli Europei 1947. In totale ha disputato 4 incontri in maglia azzurra, realizzando 23 punti.